# Bombayla Devi Laishram
Laishram Bombayla Devi ou Bombayla Devi Laishram (née le 22 février 1985 dans le district d'Imphal oriental) est une archère indienne. Elle est médaillée d'argent aux championnats du monde de tir à l'arc en 2011 dans l'épreuve par équipe féminine de l'arc classique.

## Biographie
Laishram Bombayla Devi commence le tir à l'arc en 1997. Elle participe à ses premières compétitions internationales en 2007.Son premier podium mondial est en 2011, alors qu'elle remporte l'argent à l'épreuve par équipe féminine de l'arc classique.  Le 18 mai 2016, la Fédération d'Inde de tir à l'arc annonce que Laishram participera aux Jeux olympiques d'été de 2016 pour les épreuves individuelles et en équipe en compagnie de Deepika Kumari et Laxmirani Majhi.

## Palmarès
- Jeux olympiques[3]
  - 48e à l'individuel femme aux Jeux olympiques d'été de 2008 à Pékin.
  - 7e à l'épreuve par équipe femme aux Jeux olympiques d'été de 2008 à Pékin (avec Pranitha Vardhineni et Dola Banerjee).
  - 17e à l'individuel femme aux Jeux olympiques d'été de 2012 à Londres.
  - 9e à l'épreuve par équipe femme aux Jeux olympiques d'été de 2012 à Londres (avec Deepika Kumari et Chekrovolu Swuro).
  - 9e à l'individuel femme aux Jeux olympiques d'été de 2016 à Rio de Janeiro.
  - 6e à l'épreuve par équipe femme aux Jeux olympiques d'été de 2016 à Rio de Janeiro (avec Deepika Kumari et Laxmirani Majhi).

- Championnats du monde[1]
  -  Médaille d'argent à l'épreuve par équipe femme aux championnats du monde 2011 à Turin (avec Deepika Kumari et Chekrovolu Swuro).

- Coupe du monde[1]
  -  Médaille de bronze à l'épreuve par équipe femme à la coupe du monde 2007 à Douvres.
  -  Médaille de bronze à l'épreuve par équipe femme à la coupe du monde 2009 à Antalya.
  -  Médaille d'argent à l'épreuve par équipe femme à la coupe du monde 2010 à Ogden.
  -  Médaille de bronze à l'épreuve par équipe femme à la coupe du monde 2011 à Antalya.
  -  Médaille d'argent à l'épreuve par équipe femme à la coupe du monde 2011 à Ogden.
  -  Médaille d'or à l'épreuve par équipe femme à la coupe du monde 2011 à Shanghai.
  -  Médaille d'argent à l'épreuve par équipe femme à la coupe du monde 2012 à Shanghai.
  -  Médaille d'or à l'épreuve par équipe femme à la coupe du monde 2013 à Medellín.
  -  Médaille d'or à l'épreuve par équipe femme à la coupe du monde 2013 à Wrocław.
  -  Médaille de bronze à l'épreuve par équipe mixte à la coupe du monde 2014 à Medellín.
  -  Médaille d'argent à l'épreuve par équipe mixte à la coupe du monde 2014 à Antalya.
  -  Médaille d'or à l'épreuve par équipe femme à la coupe du monde 2014 à Wrocław.
  -  Médaille d'argent à l'épreuve par équipe femme à la coupe du monde 2016 de Shanghai.

- Championnats d'Asie
  -  Médaille d'argent à l'épreuve par équipe femme aux championnats d'Asie 2015 à Bangkok.
  -  Médaille de bronze à l'épreuve individuel femme aux championnats d'Asie 2013 à Taipei.
  -  Médaille de bronze à l'épreuve par équipe femme aux championnats d'Asie 2011 à Teheran.
  -  Médaille de bronze à l'épreuve par équipe femme aux championnats d'Asie 2007 à Xi'an.